# Eindhoven Team Time Trial 2005
La première édition du Contre-la-montre par équipes du ProTour, appelé Eindhoven Team Time Trial, s'est tenue le 19 juin 2005 à Eindhoven aux Pays-Bas.

## Résumé
A compléter

## Les partants
- Gerolsteiner
- Phonak
- Team CSC
- Rabobank
- Discovery Channel
- Davitamon-Lotto
- Domina Vacanze
- Illes Balears
- Crédit agricole
- Cofidis
- Mr Bookmaker
- Lampre-Caffita
- Quick Step-Innergetic
- Liquigas
- Liberty Seguros
- T-Mobile
- Skil-Shimano
- Fassa Bortolo
- Wiesenhof
- Bouygues Telecom

## Classement
| \| 1er \| Gerolsteiner Allemagne \| 53 min 35 s \| \| \| 2e \| Phonak Suisse \| à 3 s \| \| \| 3e \| Team CSC Danemark \| à 24 s \| \| \| 4e \| Rabobank Pays-Bas \| à 51 s \| \| \| 5e \| Discovery Channel États-Unis \| à 54 s \| \| \| 6e \| Davitamon-Lotto Belgique \| à 1 min 20 s \| \| \| 7e \| Domina Vacanze Italie \| à 1 min 25 s \| \| \| 8e \| Illes Balears Espagne \| à 1 min 40 s \| \| \| 9e \| Crédit agricole France \| à 1 min 42 s \| \| \| 10e \| Cofidis France \| à 1 min 46 s \| \| 25 partants, 25 classés |                              |              |  |
| 1er | Gerolsteiner Allemagne       | 53 min 35 s  |  |
| 2e | Phonak Suisse                | à 3 s        |  |
| 3e | Team CSC Danemark            | à 24 s       |  |
| 4e | Rabobank Pays-Bas            | à 51 s       |  |
| 5e | Discovery Channel États-Unis | à 54 s       |  |
| 6e | Davitamon-Lotto Belgique     | à 1 min 20 s |  |
| 7e | Domina Vacanze Italie        | à 1 min 25 s |  |
| 8e | Illes Balears Espagne        | à 1 min 40 s |  |
| 9e | Crédit agricole France       | à 1 min 42 s |  |
| 10e | Cofidis France               | à 1 min 46 s |  |